# Susan Bandecchi
Susan Bandecchi (1º luglio 1998) è una tennista svizzera.

## Biografia
Ticinese di famiglia toscana, Susan Bandecchi ha vinto un titolo WTA in doppio, oltre a 7 titoli in singolare e 2 titoli in doppio nel circuito ITF in carriera. Il 7 marzo 2022 ha raggiunto il best ranking in singolare, la 164ª posizione mondiale. Il suo best ranking in doppio è stato raggiunto, invece, l'11 luglio 2022 alla 141ª posizione mondiale.
Susan Bandecchi ha debuttato in un WTA 125s durante il Taipei OEC Open 2019, dove si è ritirata al primo turno contro l'ottava testa di serie Viktorija Tomova. Ha preso parte anche al doppio, dove in coppia con la tedesca Sarah-Rebecca Sekulic è stata sconfitta dalla coppia terza testa di serie formata da Ankita Raina e Bibiane Schoofs.
Ha fatto la sua prima apparizione in un Grand Slam agli Open di Francia 2021, dove è riuscita a superare i primi due turni sconfiggendo Lesley Pattinama Kerkhove e la decima testa di serie Cvetana Pironkova, ma si è arresa al turno decisivo contro l'australiana Storm Sanders, non accedendo così al tabellone principale.

## Statistiche WTA

### Doppio

#### Vittorie (1)
| Legenda              |
| -------------------- |
| Grande Slam (0)      |
| Ori Olimpici (0)     |
| WTA Finals (0)       |
| WTA Elite Trophy (0) |
| Dal 2021             |
| WTA 1000 (0)         |
| WTA 500 (0)          |
| WTA 250 (1)          |
| WTA 125 (0)          |

| N. | Data           | Torneo                        | Superficie  | Compagna       | Avversarie in finale                      | Punteggio           |
| 1. | 18 luglio 2021 | Ladies Open Lausanne, Losanna | Terra rossa | Simona Waltert | Ulrikke Eikeri Valentini Grammatikopoulou | 6-3, 6(3)-7, [10-5] |

## Statistiche ITF

### Singolare

#### Vittorie (7)
| Torneo $100.000 (0) |
| Torneo $80.000 (0)  |
| Torneo $60.000 (1)  |
| Torneo $40.000 (0)  |
| Torneo $25.000 (4)  |
| Torneo $15.000 (2)  |

| N. | Data             | Torneo                                              | Superficie    | Avversaria in finale | Score            |
| 1. | 3 settembre 2017 | Elixim Women's Future, Sion                         | Terra rossa   | Kristina Milenkovic  | 6-2, 6-3         |
| 2. | 16 giugno 2019   | Akko Women's Tour, Acri                             | Cemento       | Julia Glushko        | 6-2, 6-3         |
| 3. | 1º novembre 2020 | Lousada Indoor Open, Lousada                        | Cemento (i)   | Arianne Hartono      | 7-6(6), 2-6, 6-2 |
| 4. | 27 novembre 2021 | Internazionali Tennis Val Gardena Südtirol, Ortisei | Cemento (i)   | Karman Thandi        | 6-4, 6-4         |
| 5. | 6 ottobre 2024   | Open JCastillo-Occident, Baza                       | Cemento       | Ariana Geerlings     | 6-3, 6-3         |
| 6. | 2 novembre 2024  | Lexus GB Pro-Series Loughborough, Loughborough      | Cemento (i)   | Ranah Akua Stoiber   | 6-4, 3-6, 6-1    |
| 7. | 10 novembre 2024 | Therme Erding Open, Ismaning                        | Sintetico (i) | Darija Snihur        | 6(8)-7, 6-2, 7-5 |

#### Sconfitte (7)
| Torneo $100.000 (0) |
| Torneo $80.000 (0)  |
| Torneo $60.000 (0)  |
| Torneo $40.000 (1)  |
| Torneo $25.000 (4)  |
| Torneo $15.000 (2)  |

| N. | Data             | Torneo                                  | Superficie    | Avversaria in finale   | Score         |
| 1. | 10 dicembre 2017 | Jablonec Open, Jablonec nad Nisou       | Sintetico (i) | Miriam Kolodziejová    | 3-6, 4-6      |
| 2. | 8 settembre 2019 | CMG Tennis Cup, Trieste                 | Terra rossa   | Elisabetta Cocciaretto | 3-6, 1-6      |
| 3. | 8 novembre 2020  | Lousada Indoor Open, Lousada            | Cemento (i)   | Lara Salden            | 4-6, 3-6      |
| 4. | 18 aprile 2021   | Ladies Open Calvi, Calvi                | Cemento       | Valerija Savinych      | 1-6, 4-6      |
| 5. | 16 maggio 2021   | Salinas Copa Telconet, Salinas          | Cemento       | Lucrezia Stefanini     | 1-6, 3-6      |
| 6. | 2 giugno 2024    | ITF Ladies NRW International, Troisdorf | Terra rossa   | Berfu Cengiz           | 1-6, 6-2, 3-6 |
| 7. | 24 novembre 2024 | Lousada Indoor Open, Lousada            | Cemento (i)   | Hanne Vandewinkel      | 4-6, 2-6      |

### Doppio

#### Vittorie (2)
| Torneo $100.000 (0) |
| Torneo $80.000 (0)  |
| Torneo $60.000 (0)  |
| Torneo $40.000 (0)  |
| Torneo $25.000 (0)  |
| Torneo $15.000 (2)  |

| N. | Data            | Torneo                                    | Superficie  | Compagna    | Avversarie in finale                  | Score    |
| 1. | 25 agosto 2017  | Torneo Internazionale di Caslano, Caslano | Terra rossa | Lisa Sabino | Chiara Giaquinta Maria Aurelia Scotti | 6-1, 6-2 |
| 2. | 31 ottobre 2020 | Lousada Indoor Open, Lousada              | Cemento (i) | Lara Salden | Claudia Giovine Angelica Moratelli    | 6-4, 6-3 |

#### Sconfitte (4)
| Torneo $100.000 (0) |
| Torneo $80.000 (1)  |
| Torneo $60.000 (1)  |
| Torneo $40.000 (0)  |
| Torneo $25.000 (2)  |
| Torneo $15.000 (0)  |

| N. | Data             | Torneo                                                      | Superficie    | Compagna        | Avversarie in finale                       | Score            |
| 1. | 25 ottobre 2019  | Republican Girls, Istanbul                                  | Cemento (i)   | Katarzyna Piter | Richèl Hogenkamp Lesley Pattinama Kerkhove | 2-6, 6-2, [6-10] |
| 2. | 31 ottobre 2021  | Torneig Internacional Els Gorchs, Les Franqueses del Vallès | Cemento       | Eden Silva      | Irina Chromačëva Arina Rodionova           | 6-2, 3-6, [6-10] |
| 3. | 26 novembre 2021 | Internazionali Tennis Val Gardena Südtirol, Ortisei         | Cemento (i)   | Ylena In-Albon  | Eudice Chong Moyuka Uchijima               | 2-6, 6-1, [5-10] |
| 4. | 19 febbraio 2022 | Burg-Wächter Ladies Open, Altenkirchen                      | Sintetico (i) | Simona Waltert  | Mariam Bolkvadze Samantha Murray Sharan    | 3-6, 5-7         |